# Edolisoma
Genre
Edolisoma est un genre de passereaux de la famille des Campephagidae.

## Répartition
Ses membres se répartissent en 31 espèces à travers l'Indonésie, la Nouvelle-Guinée, la Mélanésie et les Philippines.

## Liste des espèces
Selon la classification de référence du Congrès ornithologique international (15.1, 2025) (ordre phylogénique) :
- Edolisoma anale (Verreaux, J & Des Murs, 1860) — Échenilleur de montagne
- Edolisoma coerulescens (Blyth, 1842) — Échenilleur noir
- Edolisoma ostentum (Ripley, 1952) — Échenilleur à ailes blanches
- Edolisoma montanum (Meyer, AB, 1874) — Échenilleur à ventre noir
- Edolisoma dohertyi Hartert, 1896 — Échenilleur de Sumba
- Edolisoma dispar Salvadori, 1878 — Échenilleur des Kaï
- Edolisoma timoriense Sharpe, 1878 — Échenilleur de Timor
- Edolisoma ceramense (Bonaparte, 1850) — Échenilleur pâle
- Edolisoma insperatum (Finsch, 1876) — Échenilleur de Ponapé
- Edolisoma mindanense (Tweeddale, 1879) — Échenilleur à menton noir
- Edolisoma schisticeps (Gray, GR, 1846) — Échenilleur de Gray
- Edolisoma melas (Lesson, R, 1828) — Échenilleur mélanure
- Edolisoma holopolium (Sharpe, 1888) —  Échenilleur des Salomon
- Edolisoma tricolor Mayr, 1931 —  Échenilleur de Malaita
- Edolisoma salomonis Tristram, 1879 —  Échenilleur de San Cristobal
- Edolisoma admiralitatis Rothschild & Hartert, 1914 — Échenilleur de Manus
- Edolisoma salvadorii Sharpe, 1878 — Échenilleur
- Edolisoma monacha Hartlaub & Finsch, 1872 — Échenilleur des Palau
- Edolisoma nesiotis Hartlaub & Finsch, 1872 — Échenilleur de Yap
- Edolisoma erythropygium Sharpe, 1888 — Échenilleur
- Edolisoma morio (Müller, S, 1843) — Échenilleur morio
- Edolisoma meyerii Salvadori, 1878 — Échenilleur de Geelvink
- Edolisoma pelingi Hartert, 1918 — Échenilleur des Banggai
- Edolisoma obiense Salvadori, 1878 — Échenilleur d'Obi
- Edolisoma sula Hartert, 1918 — Échenilleur des Sula
- Edolisoma grayi Salvadori, 1879 — Échenilleur de Bacan
- Edolisoma incertum (Meyer, 1874) — Échenilleur à épaulettes noires
- Edolisoma remotum Sharpe, 1878 — Échenilleur des Bismarck
- Edolisoma rostratum Hartert, 1898 — Échenilleur de Rossel
- Edolisoma amboinense (Hartlaub, 1865) — Échenilleur d'Ambon
- Edolisoma tenuirostre (Jardine, 1831) — Échenilleur cigale